# Alexander Korb
Alexander Martin Korb (* 1976) ist ein deutscher Historiker mit den Themengebieten Holocaust, Völkermord, Geschichte Deutschlands, Antisemitismus und Südosteuropa.
Korb ist Autor von Publikationen zur Gewaltforschung. Von 2010 bis 2024 war er Lecturer für Modern European History und stellvertretender Direktor des Stanley Burton Centre for Holocaust and Genocide Studies an der University of Leicester. Seit Juni 2024 ist er Leiter des Memoriums Nürnberger Prozesse in Nürnberg.

## Leben
Korb studierte Geschichtswissenschaften und erhielt 2004 seinen Magister in Neuerer und Mittelalterlicher Geschichte und Gender Studies von der Technischen Universität Berlin. Dabei verbrachte er Auslandssemester in Aix-en-Provence, Prag und Woronesch.
Von 2000 bis 2010 arbeitete Korb in verschiedenen Museen und Gedenkstätten in Frankfurt am Main, Oranienburg (Gedenkstätte und Museum Sachsenhausen) und Berlin (Haus der Wannsee-Konferenz), wo er recherchierte, Ausstellungen entwickelte und Besucher führte.
Für seine Promotion an der Humboldt-Universität zu Berlin im Jahr 2010 untersuchte Korb die von der faschistischen Ustascha-Bewegung während des Zweiten Weltkriegs verübte Massengewalt. Hierzu recherchierte er mehrere Monate in Archiven der jugoslawischen Nachfolgestaaten, Italiens, Deutschlands und Israels. Während seiner Promotion erhielt Korb mehrere Stipendien, unter anderem ein Forschungsstipendium am United States Holocaust Memorial Museum im Studienjahr 2006/2007.
2010 wurde Korb zum Lecturer für Modern European History an der University of Leicester ernannt. Er ist zudem stellvertretender Direktor des Stanley Burton Centre for Holocaust and Genocide Studies, einem wichtigen Forschungszentrum innerhalb dieser Universität.

## Werke
Korbs Werke sind in verschiedenen Sprachen erschienen oder übersetzt worden. Neben zahlreichen Artikeln in Werken der Fachliteratur ist er Autor folgender Publikationen:
- Reaktionen der deutschen Bevölkerung auf die Novemberpogrome im Spiegel amtlicher Berichte. VDM Verlag Dr. Müller, Saarbrücken 2007 (zugl. Technische Universität Berlin, Magisterarbeit, 2004. Ausgezeichnet mit dem Preis der Stiftung 20. Juli 1944).

- Im Schatten des Weltkriegs : Massengewalt der Ustaša gegen Serben, Juden und Roma in Kroatien 1941–1945. Hamburger Edition, 2013, ISBN 978-3-86854-259-2 (zugl. Humboldt-Universität zu Berlin, Dissertation, 2010. Ausgezeichnet u. a. mit dem Fraenkel Prize in Contemporary History der Wiener Library (London), Irma Rosenberg Förderpreis des Institut für Zeitgeschichte der Universität Wien, Andrej-Mitrović-Preis der Michael-Zikic-Stiftung (Bonn) und Herbert-Steiner-Preis des Dokumentationsarchivs des österreichischen Widerstandes und der International Conference of Labour and Social History (Wien)).